# Historische Agrarlandschaft von Kuk

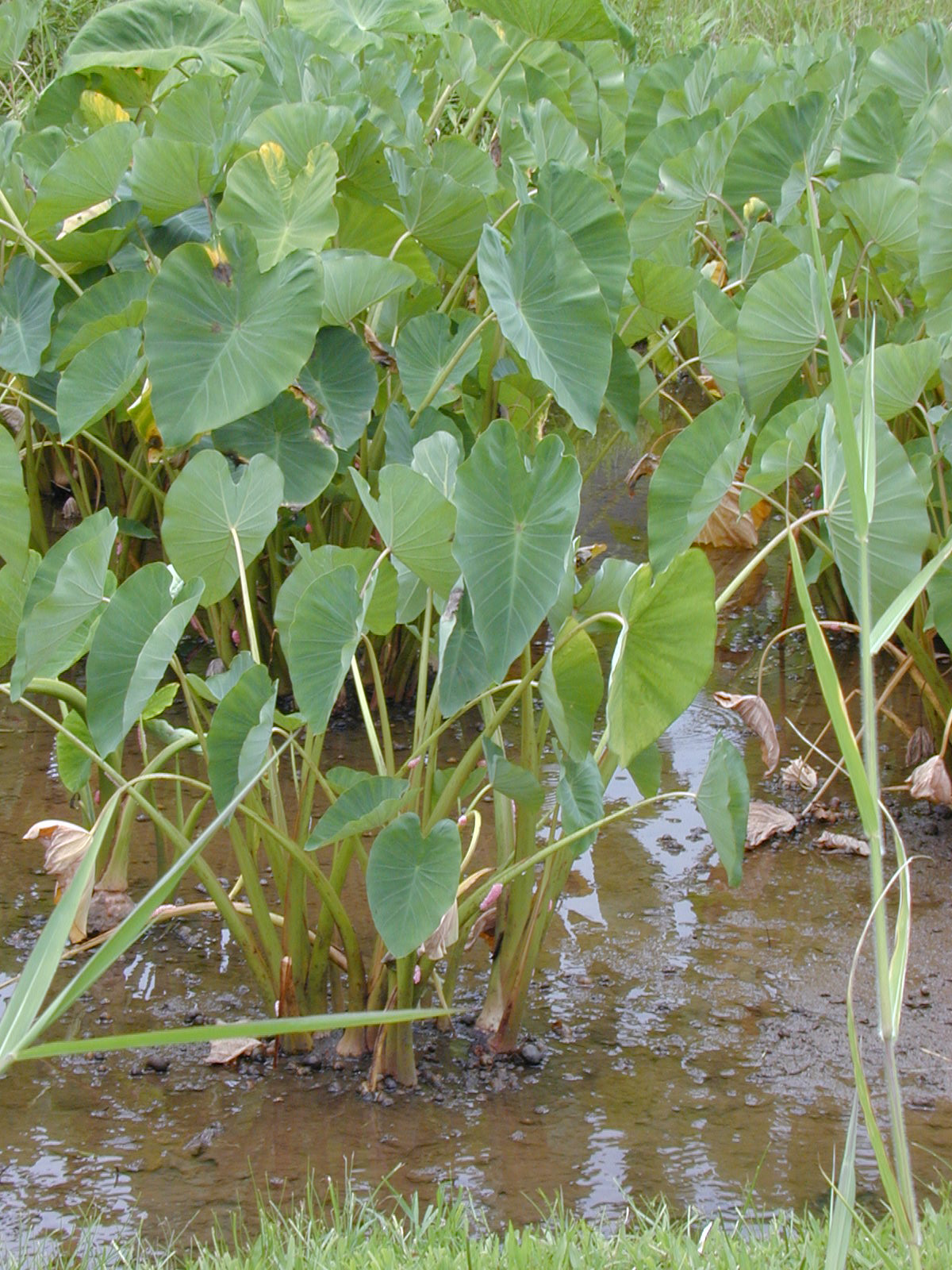
Traditioneller Taroanbau

Die Historische Agrarlandschaft von Kuk (Kuk Early Agricultural Site)  ist eine archäologische Fundstelle in der Sumpfregion Kuk, im südlichen Hochland der Insel Neuguinea. Das World Heritage Committee der UNESCO erklärte das Gebiet 2008 unter der Bezeichnung Historische Agrarlandschaft von Kuk zur ersten Welterbestätte Papua-Neuguineas.

## Lage
Die historische Agrarlandschaft von Kuk befindet sich im südlichen Hochland der Insel Neuguinea, in der papua-neuguineischen Provinz Western Highlands. Die Fundstelle liegt 12 km nordöstlich von Mount Hagen im Oberen Wahgital, einem der größten Täler der Bergregion nördlich des Kuborgebirges, auf einer Höhe von 1550 m über dem Meeresspiegel.

## Erforschung

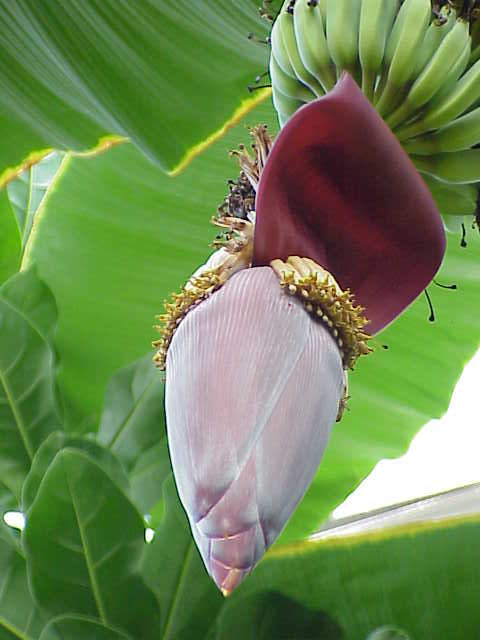
Die Bananenart Musa acuminata wurde im 5. Jahrtausend v. Chr. im Hochland von Kuk erstmals kultiviert

Die archäologische Fundstelle auf dem Gelände der ehemaligen, als Landwirtschaftliche Forschungsstation (Kuk Agricultural Research Station) genutzten Teeplantage im Wahgital wurde 1969 von dem australischen Archäologen Jim Allen entdeckt.
Von 1972 bis 1977 führte Jack Golson von der Australian National University an der Fundstätte im Kuk-Sumpf umfangreiche archäologische Untersuchungen durch. 1998 und 1999 ergaben Ausgrabungen und Forschungen eines Teams von Wissenschaftlern um Tim Denham vom archäologischen Institut der australischen Flinders University, dass das Land in den letzten 7000 Jahren durchgehend bestellt wurde, vermutlich sogar seit 10.000 Jahren. Bei den Grabungen fanden die Forscher Spuren von Brandrodungen und einzelnen Pflanzungslöchern, die auf ein Alter von über 10.000 Jahren datiert wurden. Außerdem entdeckten sie Hinweise auf 7000 Jahre alte Felder sowie Netze von Entwässerungsgräben, die vor circa 4000 Jahren angelegt wurden. Pflanzliche Überreste zeigen, dass vor allem Taro, Zuckerrohr und Bananen angepflanzt wurden. Spuren von Tarostärke befanden sich an den Arbeitskanten von drei Steinwerkzeugen.
Durch die Analyse von Phytolithen konnte Denhams Team nachweisen, dass die Bananenarten Musa ingens und Musa acuminata im 5. Jahrtausend v. Chr. in der Region Kuk erstmals kultiviert wurden.

## Bedeutung
Das Hochland von Papua-Neuguinea gehört zu den wenigen Orten auf der Welt, an denen Landwirtschaft unabhängig von anderen Kulturen entstanden ist. Die gut erhaltenen archäologischen Funde belegen den technologischen Sprung von der Pflanzennutzung zur Landwirtschaft vor 6500 Jahren. Bis 2003 hatten viele Wissenschaftler angenommen, dass der Ackerbau aus anderen Teilen Asiens nach Neuguinea gebracht wurde. „Die Funde in Kuk bestätigen, dass Neuguinea noch vor jeglichem bekannten südostasiatischen Einfluss ein primäres Zentrum agrikultureller Entwicklungen und Pflanzenkultivierung war“ erklärte Tim Denham. Kuk ist eine der wenigen archäologischen Stätten weltweit, die über einen so langen Zeitraum Rückschlüsse auf Praxis und Weiterentwicklung landwirtschaftlicher Techniken ermöglichen.
2006 nominierte Papua-Neuguinea die Agrarlandschaft von Kuk zur Aufnahme in die Liste des Welterbes. Das World Heritage Committee der UNESCO erklärte auf seiner 32. Tagung vom 2. bis 10. Juli 2008 in Québec, Kanada, ein Gebiet von 116 ha unter der Bezeichnung Historische Agrarlandschaft von Kuk zur UNESCO-Welterbestätte.

## Bevölkerung
Die ortsansässige Bevölkerung vom Stamm der Kawelka hatten das Gebiet um 1910 nach der Niederlage in einem Stammeskrieg aufgegeben und verlassen. Alle Anzeichen früherer Bewirtschaftung waren unter einer dicken Grasnarbe verborgen. 1968 verpachteten die Clan-Chefs der Kawelka das Sumpfgebiet für 99 Jahre an die australische Zivilverwaltung des UN-Treuhandmandats Territorium Papua und Neuguinea. Das australische Landwirtschaftsministerium Department of Agriculture, Stock and Fisheries (DASF) gründete 1969 die Kuk Tea Research Station, die ihre Forschungstätigkeit bald auch auf andere Kulturpflanzen ausdehnte, und in Kuk Agricultural Research Station umbenannt wurde. Die Drainagearbeiten zur Erweiterung der Anbauflächen in den späten 1960er und frühen 1970er Jahren verursachten nur geringfügige Störungen des Fundplatzes. Nach der Schließung der Forschungsstation in den frühen 1990er Jahren kehrten Angehörige des Stammes der Kawelka zurück und bauten auf dem Gebiet der ehemaligen Plantage wieder Süßkartoffeln, Bananen und Kaffee an. Sie verpflichteten sich freiwillig, die archäologischen Fundstätten zu schützen, bestimmte Gebiete unkultiviert zu belassen und in anderen Bereichen die Bewirtschaftung einzuschränken.

## Tourismus
Es gibt Planungen, die Welterbestätte für den gehobenen Kulturtourismus zu öffnen. So wurde ein Besucherzentrum eingerichtet, das mit Schautafeln über den Werdegang der Umgebung sowie die Entwicklung des Ackerbaus in der Region unterrichtet. Daneben werden Führungen zur Ausgrabungsstelle, an welcher alte kulturelle pflanzliche Überreste gefunden wurden, angeboten. Im August 2015 konnten erste Besuchergruppen die Welterbestätte besuchen. Derzeit fehlt jedoch noch die offizielle Anerkennung der Regierung für das Tourismusprojekt.